# Mademoiselle Perle
Mademoiselle Perle (auch u. d. T. Fräulein Perle) ist eine Novelle von Guy de Maupassant. Sie erschien erstmals im Jahre 1886 in der Buchausgabe La petite Roque im Verlag Victor Havard, Paris.

## Handlung
Wie jedes Jahr verbringt der Erzähler den Dreikönigstag bei seinem Freund Chantal und dessen Familie in Paris. Im Königskuchen findet er ein kleines Figürchen, wodurch er zum „König“ wird, der sich eine Königin wählen soll. Da er keiner der beiden Töchter Chantals den Vorzug geben möchte, wählt er die Haushälterin Mademoiselle Perle. Diese ziert sich. Sie hat noch nie in ihrem Leben im Mittelpunkt der Aufmerksamkeit gestanden.
Später erzählt ihm Chantal, dass sie vor 41 Jahren, genau am Dreikönigstag, durch das Heulen eines Hundes aufmerksam gemacht, einen ausgesetzten weiblichen Säugling vor ihrem Haus gefunden und zu sich genommen haben. Das Mädchen wurde auf den Namen Claire getauft, wird aber in der Familie nur Mademoiselle Perle genannt. Der Erzähler erkennt, dass sein Freund Mademoiselle Perle liebt, sie aber, da nicht standesgemäß, nicht heiraten durfte und seine Gefühle verbergen muss. Darauf angesprochen, bricht Chantal in Tränen aus und gewinnt nur mit Mühe seine Haltung zurück, als er von seiner Frau gerufen wird. Als der Erzähler Mademoiselle Perle auf die Liebe Chantals zu ihr anspricht, weint auch sie. Fluchtartig und beschämt verlässt er darauf das gastliche Haus.